# Geografia da Baixada Santista
A Baixada Santista é uma região metropolitana no estado de São Paulo. De acordo com o censo de 2022, tinha uma população de 1,8 milhão de habitantes e cerca de 2.4 mil km².

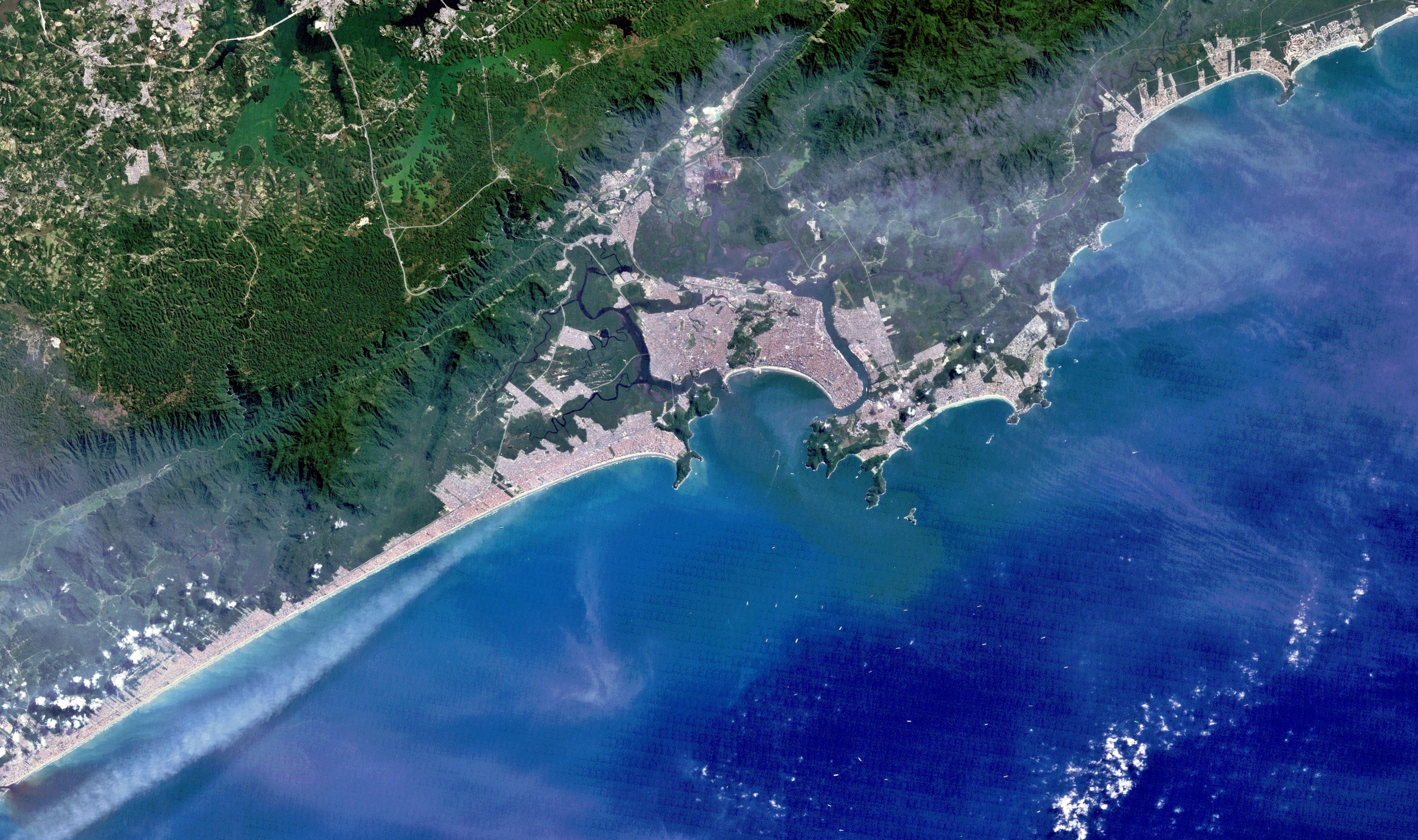
Imagem da baixada santista por satélite

É delimitada pela Serra do Mar ao norte e pelo Oceano Atlântico ao sul, a qual todos os municípios são banhados (exceto Cubatão, que possui orla fluvial), e por isso, todos recebem o título municipal de Estância balneária.